# The Gospel of John
Pour plus de détails, voir Fiche technique et Distribution.
The Gospel of John est un film britannico-canadien réalisé par Philip Saville, sorti en 2003.

## Synopsis
L'histoire de Jésus-Christ racontée par l'apôtre Jean.

## Fiche technique
- Titre : The Gospel of John
- Autre titre : The Visual Bible: The Gospel of John
- Réalisation : Philip Saville
- Scénario : John Goldsmith
- Musique : Jeff Danna
- Photographie : Miroslaw Baszak
- Montage : Michel Arcand et Ron Wisman Jr.
- Production : Chris Chrisafis et Garth H. Drabinsky
- Société de production : Gospel of John Ltd., Toronto Film Studios et Visual Bible International
- Pays de production :  Royaume-Uni et  Canada
- Genre : Biopic, drame et historique
- Durée : 180 minutes
- Dates de sortie : 
  - États-Unis : 14 novembre 2003

## Distribution
- Henry Ian Cusick (VF : Julien Chatelet) : Jésus-Christ
- Stuart Bunce : Jean
- Daniel Kash : Pierre
- Stephen Russell : Ponce Pilate
- Alan Van Sprang : Judas Iscariote
- Diana Berriman : Marie
- Richard Lintern : le chef de Pharisiens
- Scott Handy : Jean le Baptiste
- Lynsey Baxter : Marie Madeleine
- Diego Matamoros : Nicodème
- Nancy Palk : Photine la Samaritaine
- Elliot Levey : Nathanaël
- Andrew Pifko : Philippe
- Cedric Smith : Caïphe
- Tristan Gemmill : André
- Christopher Plummer : le narrateur

 Source et légende : version française (VF) sur RS Doublage

## Accueil
Le film a reçu un accueil mitigé de la critique. Il obtient un score moyen de 52 % sur Metacritic.